# Битва при Кирхгольме
Битва при Кирхгольме или Сражение под Кирхгольмом — одно из крупнейших сражений польско-шведской войны 1600—1611 годов, произошедшее 27 сентября 1605 года. 
Битва закончилась решающей победой польско-литовских сил и запомнилась как один из величайших триумфов кавалерии Речи Посполитой — крылатых гусар.

## Предыстория
Главной причиной для сражения была осада шведами Риги, предпринятая ими 23 сентября 1605 года. Взятие этого города позволило бы шведам почти беспрепятственно занять Лифляндию целиком. 27 сентября 1605 года польско-литовские и шведские войска встретились у небольшого городка Кирхгольм в Лифляндии (ныне Саласпилс в Латвии), около 18 км к юго-востоку от Риги.
Польский гетман Я. К. Ходкевич собрал войска Речи Посполитой в таборе под Дерптом и утром 25 сентября вывел их форсированным маршем на Ригу. Двухдневный 80-километровый марш закончился вечером 26 сентября недалеко от Кирхгольма и был сам по себе беспрецедентным для войска, в составе которой были пехота и артиллерия, вынужденные передвигаться по труднопроходимым лесным дорогам.
Шведский король князь Карл Судерманландский, узнав 26 сентября о подходе польско-литовской армии, единолично, не считаясь со мнением шведских военачальников, в ночь на 27 сентября вывел почти всё своё войско навстречу Ходкевичу, оставив под Ригой только небольшие силы для поддержания осады. Часть шведского войска приплыла на кораблях, прикрывая корабельной артиллерией сухопутные подразделения. Отмечается, что сильный ночной ливень измотал шведскую армию на марше.

## Силы сторон
Силы Карла IX Шведского были численно превосходящими и состояли из 11 тыс. пехоты (8500 копейщиков, 2500 мушкетёров), 2500 кавалеристов и 11 пушек. Имеются также оценки численности шведского войска, приближающиеся по численности всего шведского войска под Ригой (12—14 тыс.) Шведская армия включала несколько тысяч немецких и голландских наёмников и несколько сот шотландцев. В историографии сложилось мнение о следующих соотношениях шведской пехоты и конницы: 7,8 тыс. и 2,2 тыс., 6 тыс. и 5 тыс., 11 тыс. и 3 тыс.

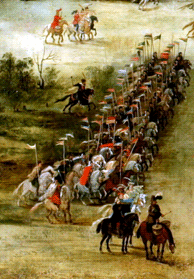
Гусарская хоругвь. Фрагмент картины «Битва при Кирхгольме в 1605 году», Питер Снайерс, (ок. 1630). Коллекция замка Саснаж, Франция.

Гетман Ходкевич располагал силами, насчитывающими около четырёх с половиной тысяч человек: 2500 крылатых гусар, 1300 пехотинцев, и некоторое число татарских всадников и казаков, составлявших авангард. В решающей атаке, вместе с крылатыми гусарами, принимали участие также и запорожские казаки, более приспособленные к маневрированию и имевшие не меньшее значение в схватке. В битве также принимала участие польская шляхта. 
Тем не менее, польские силы были хорошо отдохнувшими и их кавалерию составляли прекрасно подготовленные крылатые гусары — тяжёлая кавалерия, вооружённая копьями, в то время как шведская кавалерия была хуже подготовлена, вооружена пистолетами и карабинами, на плохих лошадях, и уставшая после длительного ночного марша под проливным дождём. Большинство гусар были из Великого княжества Литовского и Русского, около 200 были из польского коронного войска, большинство из них наёмники или близкие союзники Ходкевича. Польско-литовские силы также поддерживались малым числом татар и польско-литовских казаков (вид лёгкой кавалерии), используемых в основном для разведки и манёвров.

## Накануне битвы

Расположение войск перед боем.

Утром 27 сентября оба войска заняли удобные для защиты позиции. Шведы стояли фронтом шириной до 800 м на холме за ручьём, с опорой левого крыла на болотистую местность, а правого — на холм и деревню Кирхгольм. Их силы были поставлены в 4 линии, линии пехоты и кавалерии поочерёдно. Перед первой линией была выставлена артиллерия. Противников разделяло около до 1,5 км низменности, которую делило высохшее старое русло Двины с небольшим ручьём.
Ян Кароль Ходкевич развернул свои силы в традиционном глубоком боевом порядке  — так называемом «Старопольском порядке». Левое крыло, было значительно усиленно под командованием Томаша Домброва, в то время как правое крыло состояло из меньшего количества гусар под командованием Яна Петра Сапеги, а центр включал собственную роту гетмана Ходкевича из 300 гусар во главе с лейтенантом Винцентием Войной и мощное формирование рейтаров, посланное герцогом Курляндия Фридриха Кеттлера. Польско-литовская пехота, в основном вооружённая в венгерском стиле хайдука, выстроилась в центре. Около 280 гусар были оставлены в качестве общего резерва под командованием Теодора Лацкого.  Войско РП стояло на противоположном холме, опираясь левым крылом на укреплённый лагерь над Двиной. Я. К. Ходкевич так поставил свои войска, чтобы скрыто от противника обеспечить значительное численное превосходство, особенно в гусарии, на своём левом крыле. Кроме того, Ходкевич приказал своим отрядам стоять как можно теснее, чтобы казалось, что их ещё меньше, чем было. 5 орудий были поставлены с пехотой в первой линии, остаток артиллерии была оставлен в лагере. После построения гетман вывел на Дальний холм часть лагерной челяди и распространил слух о подходе подкреплений из ВКЛ. Сильный ветер был со спины войска ВКЛ и гнал в глаза шведских мушкетёров песок, для усиления эффекта челядники специально жгли костры и ломали борти чем исключили возможность прицельной стрельбы.
Шведские войска, по-видимому, были развёрнуты в шахматном порядке, состоящем из пехотных полков, сформированных в семь или восемь хорошо расположенных независимых блоков с пересекающимися полями огня. Фланги должны были прикрываться шведской и немецкой кавалерией, впереди кавалерии ставились пушки. Войска Карла были построены в четыре линии на гребне хребта. Первая линия состояла из четырёх пехотных батальонов, кавалерии во второй линии, шести пехотных батальонов в третьей линии и кавалерии в четвёртой линии. Пехотные батальоны выстраивались в квадраты 30 на 30, с пикинёрами в центре и расстреливались по краям, а промежутки между каре позволяли проходить их кавалерии.

## Ход битвы
Чтобы вытащить шведов из их оборонной позиции, Ходкевич с утра высылал на поле горцовников, но до полудня ситуация не менялась. Тогда Ходкевич применил военную хитрость, приказав горцовникам убегать с поля так, чтобы это выглядело как общее отступление всей армии. Карл IX сразу же хотел атаковать, хотя Андрес Леннартссон возражал, что нужно подождать что-нибудь, пока солдаты не успеют восстановить свои силы, желательно, поскольку поляки были зажаты между позициями шведов и Двиной. Карл IX, как сообщается, не хотел слушать этот совет, но спросил Леннартссона, не боится ли он, неправильно оценив ситуацию и приказал наступать первым двум линиям (7 батальонов пехоты под командованием Ленартсона, 6 эскадронов райтарии под командованием Бранта (слева) и Мансфельда (справа)) на позиции сил РП. Таким образом, шведская армия разделилась на две отдалённые части, и войска РП получили возможность сражаться только с половиной шведов за раз. Перейдя ручей, шведы начали подниматься на холм, и были встречены стрелковым и артиллерийским огнём.

Битва при Кирхгольме

Битва началась с атаки польско-литовской кавалерии под командованием Т. Дубровы на шведский левый фланг, с дальнейшим притворным отступлением. Это входило в планы Ходкевича, имея меньшие силы (примерное соотношение 1:3), использовал обманный манёвр, чтобы выманить шведов с их высокой позиции. Шведы решили, что противник начал отступать, и устремили в погоню свою кавалерию, разрушая строй, пехота Речи Посполитой открыла огонь, нанеся шведам определённые потери, после чего гусары быстро перегруппировались и устремились на шведские боевые порядки. Пехота Карла задержалась, и была атакована гусарскими хоругвями Винцента Войны (300 гусар), шведские мушкетёры смогли сделать только один залп, после чего крылатые гусары вклинились в центр боевых порядков шведской пехоты, сковав основные силы. 
В это время ударная группировка (гуф)Томаша Дубровы (900 гусаров) при поддержке курляндских рейтар Ф. Кетлера (300 рейтаров) перешла в контратаку, обойдя слева шведскую пехоту и во встречном бою разбила рейтарию Мансфельда, прикрывавшую тыл пехоты, отбросив её за фланг собственной пехоты, часть королевской кавалерии обратилась в бегство, в погоню за ней устремились легковооружённые кавалеристы, Т. Дуброва повернул свой гуф на пехоту, связав её в сражении. Левое крыло шведов было разгромлено, почти одновременно на правом фланге крылатые гусары Я. П. Сапеги (700 гусаров) вступили в бой. Затем гусария Я. П. Сапеги и Т. Ляцкого обрушилась на левый фланг 1-й линии шведской, всё ещё оборонявшейся и немецкую пехоту, разбив её и вынудив бежать. Беспорядочное бегство войск первого эшелона не дало Карлу IX возможности немедленно ввести в действие войска второго эшелона, которые, смешанные с беглецами, требовали перегруппировки. Чтобы успеть, он бросил против командовавшего Сапегой правого крыла  все свои резервы - (1200 рейтар) шведской конницы Бранта. Несмотря на численное превосходство шведов, Сапега сломал первый бросок наступавшей на него райтарии и был остановлен только арьергардом. Ходкевич понял, что у шведов не осталось свежих войск, и направил в бой хоругви гусарии и лёгкой конницы под командованием ротмистра Т. Ляцкого, выполнившего обходной манёвр луком и врезался в них с крыла,  разгромив королевских рейтар.
Когда прибыли новые шведские войска, Ляцкий развернулся и снова двинулся в атаку, которая оказалась столь же эффективной. Преследуя бегущих шведов, он вышел в тыл армии Карла IX, которая всё ещё оборонялась в зданиях Кирхгольма. 

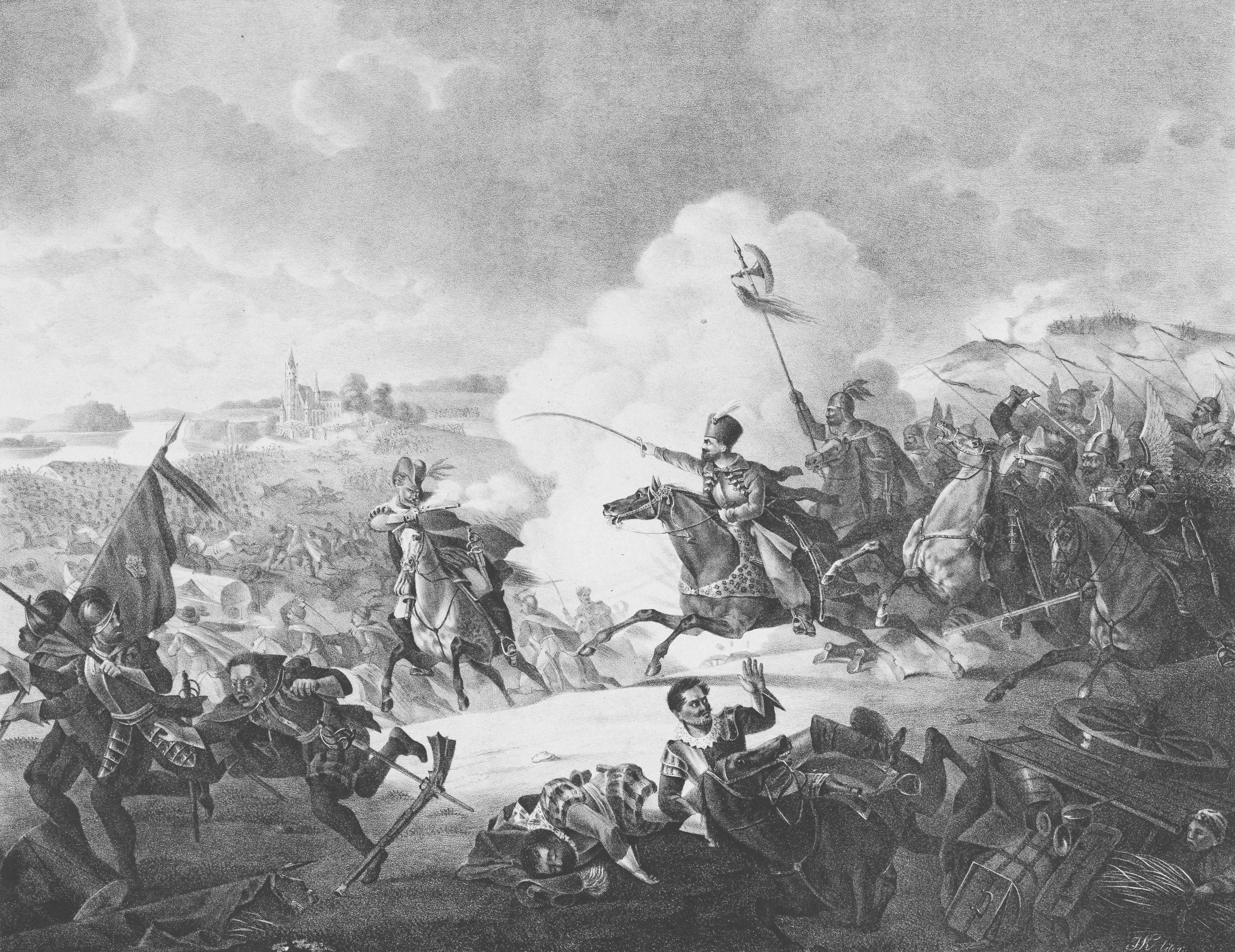
Ян Кароль Ходкевич в битве при Кирхгольме.

Увидев охватившую шведов панику, Ходкевич бросил на холм все свои войска. На церковный холм, где располагался главный штаб шведов, широкой волной шла польско-литовская пехота. После трёх часов боя все шведские войска были разбиты и бросились бежать. Исход битвы был решён, шведы обратились в общее бегство, за ними, на протяжении 9 км, гналась и рубила лёгкая кавалерия. Шведы бежали к морю, где их ждал стоявший на Рижском рейде шведский военный флот. Карла IX от плена и, возможно, смерти спас ливонский дворянин Генрих Вреде, отдавший ему свою лошадь и заплативший своей жизнью за это (в качестве награды его вдова получила в 1608 году обширные владения в Элимяки, Финляндия, при дворе Анджала, а королева Кристина присвоила его потомкам титул баронов). Местные латышские крестьяне также присоединились к погоне за бегущими шведами, мстя за многочисленные грабежи. Сам Карл IX с остатками войска едва сумел сбежать на корабли и отплыть от берега. Войско Речи Посполитой взяло 60 знамён и 11 пушек.

## Потери
Карл IX потерял по крайней мере половину, а может быть, и две трети своей армии. Польско-литовские войска пощадили лишь нескольких шведов. При отступлении шведы потеряли дополнительных солдат, которым на обратном пути к кораблям в Рижском заливе мешали густые леса и болота. Многие утонули при попытке пересечь Западную Двину. Другие были убиты мстительными латышскими крестьянами. Польско-литовские потери составили всего около 100 убитых и 200 раненых. Низкие потери объясняются быстротой и свирепостью атаки польских гусар и тем, что всадники в значительной степени были защищены телами и головами своих лошадей. Только 15 гусар из почти 2000 участвовавших в битве и 150 лошадей были убиты в битве.
Сам король возложил вину за поражение на своих военных. В письме к своему совету через семь дней после этого он жаловался, что солдаты не сдержали присягу на верность, которую они дали своему королю. Все попытки короля заставить свою армию удержаться на своих позициях оказались тщетными.

## Последствия
После поражения Карла под Кирхгольмом шведский король был вынужден снять осаду Риги, уплыть обратно через Балтийское море в Швецию и отказаться от контроля над северной Латвией и Эстонией. В конце 1605 года между Речью Посполитой и Швецией было заключено перемирие до 31 октября 1608 года, но вопреки перемирию в течение 1606 года между вооружёнными отрядами обоих государств происходили мелкие стычки.
Победа при Кирхгольме прославила Ходкевича как полководца. Он получил поздравительные письма от папы римского Павла V, императора Священной Римской империи Рудольфа II, короля Англии Якова I, а также от турецкого султана Ахмеда I и персидского шаха Аббаса I.

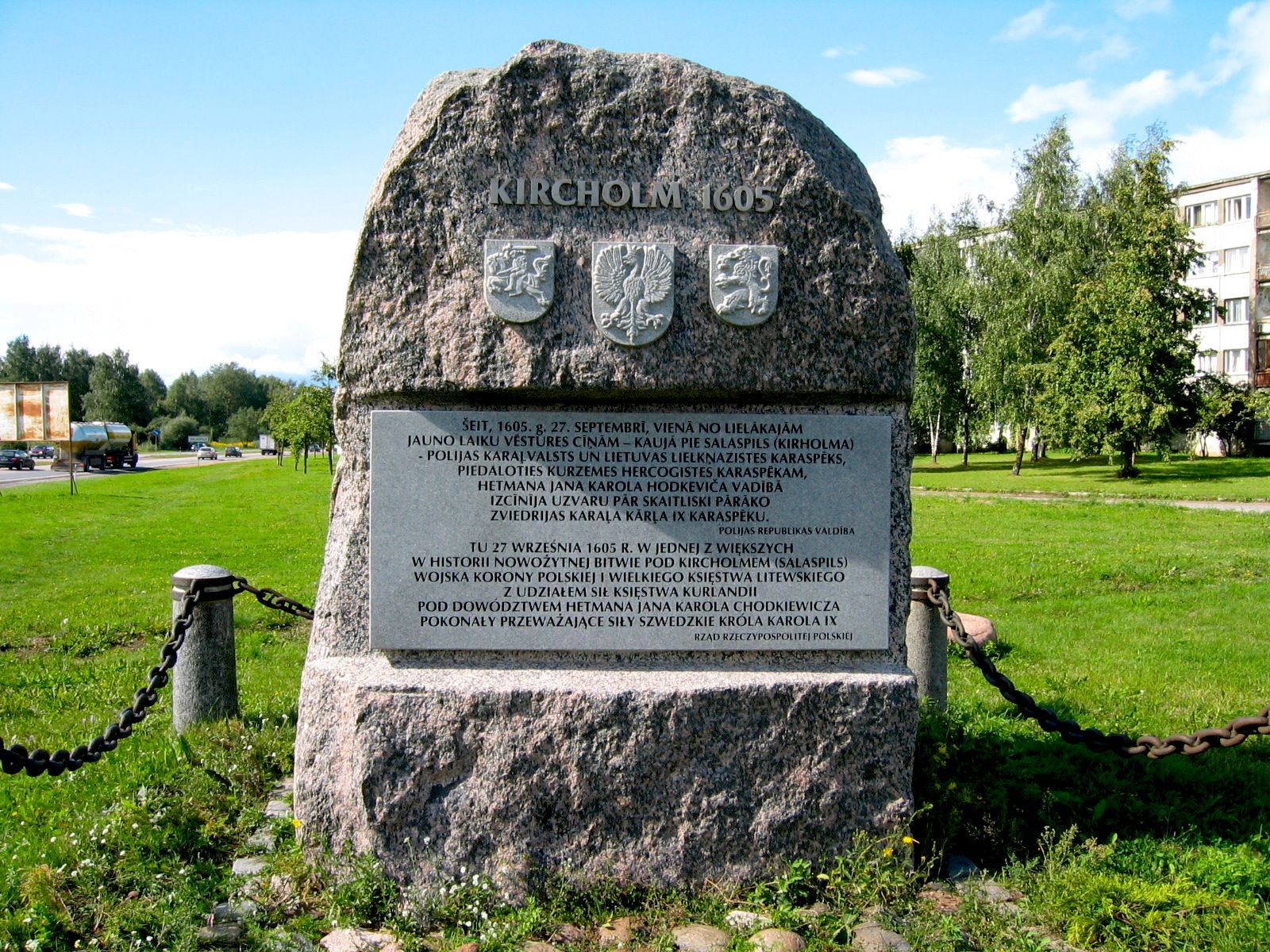
Мемориальный камень на месте сражения у Кирхгольма (1605 год).
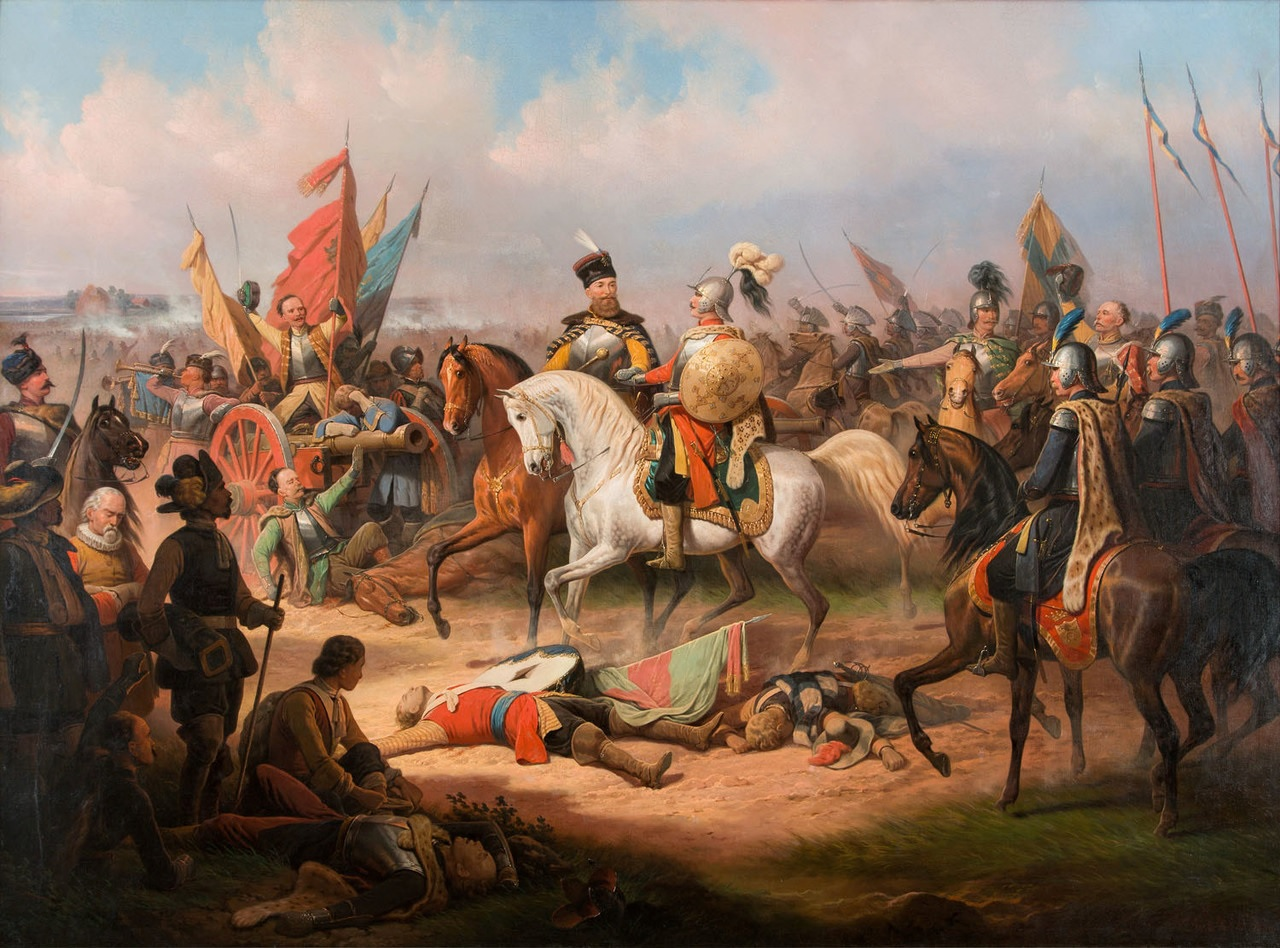
Януарий Суходольский. После битвы под Кирхгольмом (1858 год).
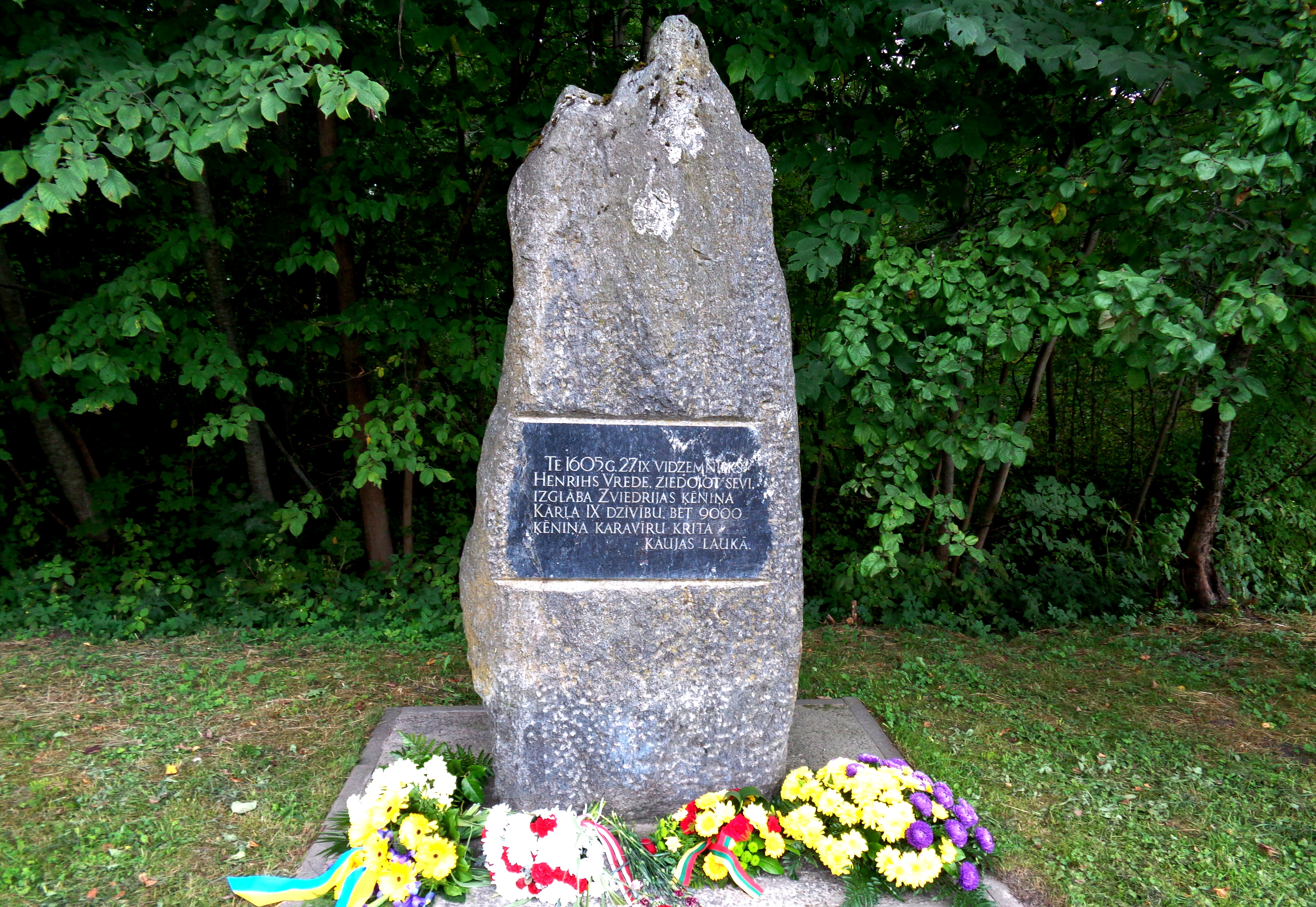
Второй мемориальный камень на месте сражения у Кирхгольма (1605 год).